# Campionati italiani di aquathlon del 2002
I Campionati italiani di aquathlon del 2002 (III edizione) sono stati organizzati dalla Federazione Italiana Triathlon e si sono tenuti a Cagliari in Sardegna, in data 1º settembre 2002.
Tra gli uomini ha vinto Leonardo Fiorella ( Fiamme Oro), mentre la gara femminile è andata a Cristina Giribon ( Fiamme Oro).

## Risultati

### Élite uomini
| Pos. | Atleta              | Società sportiva       | Corsa    | Nuoto    | Corsa    | Totale   |
| ---- | ------------------- | ---------------------- | -------- | -------- | -------- | -------- |
|      | Leonardo Fiorella   | Fiamme Oro             | 00:07:29 | 00:14:09 | 00:07:39 | 00:29:17 |
|      | Dario Galasso       | Big One Team3          | 00:09:17 | 00:12:05 | 00:08:01 | 00:29:23 |
|      | Gianfranco Mione    | Big One Team3          | 00:07:26 | 00:14:50 | 00:07:11 | 00:29:27 |
| 4    | Fabrizio Baralla    | Forze Armate Triathlon | 00:07:26 | 00:14:26 | 00:07:41 | 00:29:33 |
| 5    | Simone Mela         | Pro Patria Acros       | 00:07:29 | 00:14:20 | 00:08:01 | 00:29:50 |
| 6    | Umberto Mazzini     | Fiamme Azzurre         | 00:07:31 | 00:14:11 | 00:08:09 | 00:29:51 |
| 7    | Luca Villa          | Fiamme Oro             | 00:07:37 | 00:14:39 | 00:07:58 | 00:30:14 |
| 8    | Stefano Mosconi     | Forze Armate Triathlon | 00:07:07 | 00:14:44 | 00:08:52 | 00:30:43 |
| 9    | Gabriele Balestrini | Livorno Triathlon      | 00:07:39 | 00:15:11 | 00:08:08 | 00:30:58 |
| 10   | Andrea Martinelli   | Livorno Triathlon      | 00:07:56 | 00:14:21 | 00:08:41 | 00:30:58 |
| 11   | Mattia Salin        | Forze Armate Triathlon | 00:07:55 | 00:15:13 | 00:08:15 | 00:31:23 |
| 12   | Fiorenzo Caterini   | Iron Team Ss           | 00:07:47 | 00:15:55 | 00:08:02 | 00:31:44 |
| 13   | Antioco Porcu       | Falanx                 | 00:07:38 | 00:16:02 | 00:08:07 | 00:31:47 |
| 14   | Giovanni Ambu       | Trisard                | 00:07:58 | 00:16:45 | 00:08:20 | 00:33:03 |
| 15   | Giannandrea Parisi  | Fiamme Oro             | 00:08:01 | 00:16:47 | 00:08:34 | 00:33:22 |
| 16   | Giuseppe Solla      | Falanx                 | 00:07:54 | 00:17:22 | 00:08:30 | 00:33:46 |
| 17   | Alberto Costa       | Survival               | 00:07:57 | 00:17:29 | 00:08:26 | 00:33:52 |
| 18   | Carlo Ennas         | Fuel Triathlon         | 00:07:56 | 00:18:10 | 00:08:01 | 00:34:07 |
| 19   | Emanuele Salvini    | Fiamme Oro             | 00:08:34 | 00:16:28 | 00:09:17 | 00:34:19 |
| 20   | Gianluca Usai       | Cerbero Assemini       | 00:08:06 | 00:18:02 | 00:08:31 | 00:34:39 |

### Élite donne
| Pos. | Atleta               | Società sportiva    | Corsa    | Nuoto    | Corsa    | Totale   |
| ---- | -------------------- | ------------------- | -------- | -------- | -------- | -------- |
|      | Cristina Giribon     | Fiamme Oro          | 00:08:49 | 00:16:36 | 00:08:59 | 00:34:24 |
|      | Adelaide Cappellini  | Fiamme Oro          | 00:08:59 | 00:16:19 | 00:09:27 | 00:34:45 |
|      | Alessandra Gugliotta | Maranello Triathlon | 00:08:39 | 00:18:13 | 00:08:49 | 00:35:41 |
| 4    | Maria Luisa Melis    | Iron Team           | 00:09:08 | 00:20:22 | 00:09:24 | 00:38:54 |
| 5    | Daniela Ennas        | Fuel Triathlon      | 00:09:05 | 00:20:27 | 00:09:52 | 00:39:24 |
| 6    | Katiuscia Mocci      | Fuel Triathlon      | 00:10:02 | 00:24:21 | 00:10:04 | 00:44:27 |
| 7    | Elisabetta Mosso     | Survival            | 00:10:23 | 00:25:37 | 00:10:18 | 00:46:18 |